# Báo Tuyết (danh hiệu)

Huy hiệu Báo Tuyết thời Liên Xô

Báo Tuyết (tiếng Nga: Снежный барс) là danh xưng không chính thức của một danh hiệu vinh dự của Liên Xô trước đây dành cho các vận động viên leo núi chuyên nghiệp giàu kinh nghiệm. Danh hiệu này ban đầu dùng để tôn vinh các nhà leo núi đã chinh phục được những đỉnh núi cao ít nhất 7.000 m thuộc Liên Xô. Sau khi Liên Xô sụp đổ, danh hiệu này vẫn tiếp tục tồn tại và được công nhận như một danh hiệu quốc tế trong Cộng đồng các Quốc gia Độc lập.

## Lịch sử
Đầu thập niên 1960, trong giới vận động viên leo núi Liên Xô đã hình thành một danh vị dành cho những nhà leo núi lừng danh đã chinh phục được những ngọn núi cao nhất của Liên Xô. Đặc biệt, nhà leo núi nào đã chinh phục được 4 ngọn núi có độ cao trên 7.000 mét, được liệt kê là những đỉnh núi khó chinh phục nhất, sẽ được tôn vinh bằng một danh hiệu không chính thức là "báo tuyết".
Những ngọn núi đó là:
- Đỉnh Cộng sản (пик Коммунизма), cao 7.495 m (trước 1962 gọi là đỉnh Stalin)
- Đỉnh Chiến Thắng (пик Победы), cao 7.439 m
- Đỉnh Lenin (пик Ленина), cao 7.134 m
- Đỉnh Khorzhenevski (пик Корженевской), cao 7.105 m

Ngày 12 tháng 10 năm 1967, Văn phòng Hội đồng Trung ương các đoàn thể và tổ chức thể thao Liên Xô (Бюро Центрального совета спортивных обществ и организаций СССР) ra Quyết định số 13, thành lập danh hiệu Nhà chinh phục những đỉnh núi cao nhất của Liên Xô (tiếng Nga: Покоритель высочайших гор СССР). Tác giả của danh hiệu này được cho là I. I. Antonovich, một nhà hoạt động thể thao lừng danh của Liên Xô. Những nhà leo núi đã từng chinh phục được 4 ngọn núi trên sẽ được công nhân danh hiệu này. Người nhận danh hiệu, sẽ được cấp một chứng chỉ và một huy hiệu danh dự. Người đầu tiên được nhận danh hiệu này là nhà leo núi Evgeny Ivanov. Tuy nhiên, trong giới leo núi, danh hiệu này vẫn được gọi theo truyền thống là "Báo Tuyết".
Từ năm 1985 đến 1989, đỉnh núi Khan Tengri (пик Хан-Тенгри) cao 7.010 m đã thay thế vị trí của đỉnh Chiến Thắng. Năm 1990, Liên Xô sụp đổ, danh hiệu "Nhà chinh phục những đỉnh núi cao nhất của Liên Xô" dĩ nhiên cũng không tồn tại. Tuy nhiên, trong cộng đồng leo núi vẫn tiếp tục duy trì danh hiệu "Báo Tuyết". Số lượng đỉnh núi được tăng lên thành 5 đỉnh, xếp theo thứ tự giảm dần về độ khó và nguy hiểm khi leo:
Thuộc dãy Thiên Sơn
- Đỉnh Chiến Thắng (còn gọi là đỉnh Jengish Chokusu)
- Đỉnh Khan Tengri

Thuộc dãy Pamir
- Đỉnh Ismoil Somoni (trước năm 1998 là đỉnh Cộng sản)
- Đỉnh Ibn Sina (trước năm 2006 là đỉnh Lenin)
- Đỉnh Khorzhenevski

## Thông tin thêm
Danh hiệu "Báo Tuyết" không chỉ công nhận cho các nhà leo núi mang quốc tịch các quốc gia thuộc Liên Xô trước đây, mà còn công nhận cho nhiều nhà leo núi ngoại quốc.
Từ năm 1961 đến 2010, danh hiệu "Báo Tuyết" đã được công nhận cho 567 nhà leo núi, trong đó có 29 phụ nữ.
- Người nhận danh hiệu chính thức đầu tiên: Evgeny Ivanov (Nga), năm 1967[1]
- Người đạt nhiều danh hiệu nhất: Boris Korshunov (Nga), với 9 lần được trao danh hiệu từ 1981-2004,[2] riêng năm 1999 được 2 lần
- Người đạt danh hiệu cao tuổi nhất: cũng là Boris Korshunov. Ông đạt danh hiệu cuối cùng khi đã 69 tuổi.[2]
- Người đạt danh hiệu trẻ tuổi nhất: Andrey Tselishchev (Kazakhstan), đạt danh hiệu khi mới 22 tuổi.[2]